# Schneider 75 mm Mle 1914
Il Schneider 75 mm Modèle 1914, indicato anche con la designazione di fabbrica Schneider PD07, fu un pezzo d'artiglieria da campagna francese in calibro 75 mm, progettato e prodotto dalla società Schneider et Cie.

## Storia
Le significative perdite in combattimento di eccellenti cannoni campali d'ordinanza francesi da 75 mm Mle. 1897 nel primo anno della prima guerra mondiale e l'esigenza di equipaggiare nuove unità, ulteriormente aggravate dalla crisi delle munizioni all'inizio del 1915, non potevano essere compensate dalla capacità di produzione degli arsenali di Stato. A malincuore, quindi, lo stato maggiore francese dovette decidere di adottare modelli di cannoni da campo che l'industria privata aveva sviluppato per il mercato dell'esportazione e che, senza godere del prestigio del notre glorieux soixante quinze, tuttavia ne incorporavano la maggior parte delle funzionalità moderne. Nel settembre 1914, il governo francese richiese quindi agli Etablissements Schneider du Creusot la consegna di un lotto di 32 pezzi (otto batterie) di cannoni Schneider PD07 da 75 mm inizialmente destinati alla Grecia.
Si trattava di una delle molte versioni (la settima) del moderno cannone da campagna Schneider della linea "PD" (Puissant, Ligne de mire organisée pour la Division des operations de pointage), sviluppata agli inizi del XX secolo dall'ingegnere Gustave Canet per il mercato dell'esportazione, e molto simile allo Schneider PD06 che era stato adottato dagli eserciti portoghese, belga e serbo.
Il cannone, denominato dall'Armée de terre 75 mm Mle 1914, equipaggiò brevemente la 17e Division d'infanterie, prima di sparire dal fronte.